# Stoevo, Plovdiv
Stoevo (în bulgară Стоево) este un sat în comuna Asenovgrad, regiunea Plovdiv,  Bulgaria. 

## Demografie
Componența etnică a satului Stoevo
     Bulgari (8,35%)
     Turci (89,47%)
     Nicio identificare (2,16%)
     Altele (0%)
La recensământul din 2011, populația satului Stoevo era de 646 locuitori. Din punct de vedere etnic, majoritatea locuitorilor (89,47%) erau turci, cu o minoritate de bulgari (8,35%). Pentru 2,16% din locuitori nu este cunoscută apartenența etnică.